# Amiantis
Amiantis је род морских шкољки из породице Veneridae, тзв, Венерине шкољке.

## Врсте
Према 
- (1837)
- (1818)

- (1844) прихваћена као Lioconcha philippinarum (1844)
- (1818) прихваћена  као Callista umbonella (1818)

Према ITIS од 1. јуна 2016.:
- (1837)